# Ирина Палеологина (византијска царица)
Ирина Палеолог Кантакузин (умрла после 1356.) је била византијска царица, супруга Матије Кантакузина. 

## Породица
Ирина је била ћерка деспота Димитрија Палеолога и његове жене, вероватно Теодоре Комнине. Иринини баба и деда по оцу били су цар Андроник II Палеолог и његова друга жена царица Ирина од Монферата. Иринини стричеви били су цар Михаило IX Палеолог и Теодор I, маркиз од Монферата. Њена тетка по оцу је била краљица Симонида Палеолог.

## Царица
Дана 26. октобра 1341. године, њен свекар Јован VI крунисан је за цара у Дидимотици. Његов ривал цар Јован V Палеолог је владао из Цариграда. Грађански рат између њих трајао је до 1347. године. 3. фебруара 1347. године, две стране су постигле споразум. Цар Јован VI Кантакузин је прихваћен као старији цар, а цар Јован V Палеолог као његов млађи цар - савладар.
Дана 15. априла 1353. године, Матија је проглашен за цара - савладара, а сукоб између цара Јована V и цара Јована VI поново је започео због онога што се сматрало покушајем цара Јована VI да обезбеди својим потомцима да наследе престо. Ирина Палеолог Кантакузин је тако постала трећа царица супруга заједно са својом свекрвом царицом Иреном Асен (супруга цара Јована VI) и снајом царицом Јеленом Кантакузине (супругом цара Јована V).
Дана 4. децембра 1354. године, цар Јован VI је абдицирао и он и царица Ирена АсенКантакузин су се повукли у засебне манастире док је цар Јован V обезбедио контролу над Константинопољем. Цар Матија је успео да задржи своју титулу и део Тракије под својом влашћу. Фебруара 1356. године, он и царица Ирина Кантакузин су заробљени од стране српских снага кесара Војихне. Oстали су у заточеништву све док их Војихна није предао цару Јовану V децембра 1357. године. Цар - савладар Матија је присиљен да се одрекне царске титуле.  Датум њене смрти није забележен.

## Брак
Историја цара Јована VI Кантакузина бележи брак Ирине Палеолог са Матијом Кантакузином 1340. године.
Пар је имао најмање петоро деце:
- Јован Кантакузин (око 1342 – после 1361), деспот.
- Димитрије I Кантакузин (око 1343 – 1383), севастократор. Кратко је владао Морејском деспотовином.
- Теодора Кантакузин. Најстарија ћерка. "Историја" бележи да ју је школовала њена бака по оцу Ирена Асен, под монашким именом Евгенија. Претпоставља се да је и сама постала монахиња.
- Хелена Кантакузин. Удата за грофа Луиса Фадрикеа од Салоне, потомка Алфонса Фадрикеа. Служила је као намесница Салоне од 1382. до 1394. године.
- Марија Кантакузин. Удата за Јована Ласкариса Калофероса, човека сенаторског ранга из Краљевине Кипар.
- (могуће) Теодор Кантакузин (после 1361 – 1410), посланик у Француској и Венецији.[2]